# Panne de courant en 2009 au Brésil et au Paraguay

Carte des États du Brésil affectés par la panne de courant
États entièrement affectés
États partiellement affectés

La panne de courant en 2009 au Brésil et au Paraguay est une panne de courant qui a eu lieu le 10 novembre 2009 qui a affecté une large partie du Brésil et la totalité du Paraguay. Cette panne de courant a touché 60 millions de personnes.

## Causes
La panne a pour origine de fortes pluies qui ont provoqué des courts-circuits dans trois transformateurs à haute tension, ce qui a causé l'arrêt du barrage d'Itaipu pour la première fois en 25 ans.